# Parc Astérix
Il Parc Astérix è un parco divertimenti a tema situato a Plailly, nel dipartimento francese dell'Oise, e ispirato al mondo dei fumetti di Asterix creato da Albert Uderzo e René Goscinny.
Nel 2023, questo parco a tema è il secondo parco divertimenti più visitato in Francia e l'ottavo in Europa, con oltre 2,8 milioni di visitatori.

## Storia e sviluppo
Parc Astérix fu, insieme a Mirapolis, Zygofolis e Big Bang Schtroumpf (oggi Walygator Parc), uno dei principali parchi di divertimento francesi aperti alla fine degli anni '80, in risposta all'imminente inaugurazione di Euro Disney Resort (oggi Disneyland Paris). Già nel 1981, Albert Uderzo, dopo aver visitato Disneyland in California, immaginò un parco a tema basato su Asterix, tuttavia la situazione economica a seguito delle elezioni presidenziali di François Mitterrand ritardò il progetto. Nel 1984 si realizzarono le prime ricerche di mercato, fattibilità e finanziamenti grazie all'incontro tra Albert Uderzo, Patrice Tournier, specialista in progetti immobiliari, e il banchiere Éric Licoys. Nel 1985 viene fondata la società "Parc Astérix SA" con un capitale di 250 milioni di franchi francesi. A capo del progetto, il gruppo finanziario britannico Barclays riunisce venti altri investitori tra cui la regione della Piccardia tramite il gruppo Havas. Sei gruppi detengono il 70% del capitale dell'azienda: Barclays, Dumez, il gruppo Accor, la Compagnie Générale des Eaux, la GMF e l'Unione delle Assicurazioni di Parigi.
Il parco viene progettato in sei anni da due architetti, Michel Kalt e Jean-Michel Ruols, insieme a sei designer, tra cui Uderzo e Pierre Tchernia, e molti altri collaboratori stretti del duo Goscinny-Uderzo. L'investimento complessivo è di 850 milioni di franchi francesi (130 milioni di euro). L'estate del 1987 segna l'inizio dei lavori presso il sito di 155 ettari, scelto tra l'altro per la sua vicinanza all'aeroporto parigino di Charles de Gaulle, situato a soli dieci chilometri di distanza, e per la presenza di uno svincolo privato che collega il parco all'autostrada A1. Il parco è pensato per ospitare 15.000 persone al giorno, e nell'anno di apertura sono attesi due milioni di visitatori.
Parc Astérix ha ufficialmente aperto i cancelli giovedì 27 aprile 1989 alla presenza del Ministro della Cultura Jack Lang, di Uderzo e degli abbonati a Canal+ che costituivano il pubblico della giornata inaugurale (l'apertura al pubblico vera e propria avvenne il 30 aprile). All'epoca, il parco divertimenti di 22 ettari era composto da cinque aree tematiche: Via Antiqua, il Villaggio di Asterix, la Rue de Paris, il Lago dei Delfini e la Città Romana. Durante le prime settimane, tuttavia, il parco fu vittima del suo successo e l'alta affluenza, soprattutto nei weekend, portò numerose critiche riguardanti la portata oraria delle attrazioni e lo scarso numero di posti a sedere nei ristoranti. Nel corso del primo anno, 150 000 clienti vennero allontanati a causa del raggiungimento della capacità massima. Dei due milioni di visitatori previsti, ne risultarono solamente 1 340 000. Nell'autunno del 1989 un terzo del capitale versato dagli azionisti viene utilizzato per coprire il deficit operativo di 3 milioni di franchi per il primo esercizio finanziario. I restanti due terzi vengono utilizzati per aumentare la capacità di accoglienza.
Grazie all'investimento di 60 milioni di franchi (quasi 10 milioni di euro) in attrazioni, riparazioni, 800 nuovi posti nella ristorazione e nella nuova area Place de Gergovie, il 1990 si chiuse con 1 453 000 visitatori e un fatturato di 260 milioni di franchi (40 milioni di euro) in aumento del 22% rispetto all'anno precedente. Il trend positivo proseguì fino all'apertura di Euro Disneyland nel 1992, quando l'affluenza calò a 990 000 visitatori (-30%) e il fatturato a 170 milioni di franchi francesi (26 milioni di euro, -19%). Grazie al suo legame con la cultura francese, in antitesi rispetto al resort Disney, Parc Astérix riuscì comunque a riposizionarsi come attrattiva locale e a raggiungere 1 180 000 visite nel 1993.
Dal 1994, primo anno in cui il parco generò profitto, l'affluenza continuò ad aumentare grazie anche all'apertura dell'area greca, con le montagne russe in legno Tonnerre de Zeus (1997) che richiamarono quasi 2 milioni di visitatori. Nello stesso anno, Parc Asterix SA fu quotata alla Borsa di Parigi.
Nel 1999, Parc Astérix si fuse con il gruppo Grévin-France Miniature. Con l'obiettivo di creare il primo gruppo per il tempo libero francese, la società diventa Grévin & Compagnie SA. Viene inaugurato l'Hôtel des 3 Hiboux e la nuova attrazione Oxygenarium, che nel 2001 fu premiata dalla Themed Entertainment Association nella categoria delle creazioni a basso budget. Nel 2002, mentre Disneyland Paris inaugurava il suo secondo parco a tema Walt Disney Studios Park, 1 750 000 visitatori entrarono nel parco di Plailly, 100 000 in più del previsto. Nel giugno dello stesso anno, la Compagnie des Alpes acquisì Grévin & Cie tramite un'offerta pubblica di acquisto e creò la divisione CDA-Parks.
Dal 2007 al 2010 e di nuovo dal 2019, il parco è aperto anche durante il periodo natalizio. Nel 2009, dopo alcuni anni nei quali si festeggiò la "festa dei druidi", venne introdotta la stagione di Halloween "Peur sur le Parc Astérix". Il 2012 segna il più grande investimento della storia del parco: la nuova area egizia con l'inverted coaster OzIris, per un totale di 20 milioni di euro, che porta il parco al terzo posto tra i parchi a tema più visitati in Francia, una posizione che nei due anni successivi viene presa da Puy du Fou. 
Nicolas Kremer, il nuovo direttore generale, ha dichiarato nel 2016 che nei prossimi dieci anni verranno effettuati investimenti per 200 milioni di euro in modo che il parco diventi una destinazione turistica e non più un semplice luogo di divertimento. L'apertura di Pégase Express nel 2017 rappresenta un costo di 16 milioni di euro, il secondo investimento più grande nel parco dopo OzIris. Nello stesso anno, l'Hôtel des 3 Hiboux offre cinquanta camere aggiuntive, e viene aperto un nuovo centro congressi e seminari. Nel 2018 apre l'hotel "La Cité Suspendue” e presso l'IAAPA Attractions Expo 2018 di Orlando, viene annunciata la costruzione di un nuovo launched coaster dal produttore Intamin per il 2021, poi rinviato al 2023 e presentato con il nome di Toutatis. 

### Progetti futuri
Un documento pubblicato nel 2024 descrive alcuni progetti futuri della Compagnie des Alpes. Nel 2025 è prevista la costruzione di uno spinning coaster di Gerstlauer nell'area occupata da Nationale 7, mentre fino al 2028 l'area À travers le temps verrà demolita per una nuova area ispirata alla Britannia (l'odiena Inghilterra) vista nel fumetto Asterix e i Britanni e, con una dark ride interattiva prodotta da Alterface, un indoor coaster prodotto da Intamin ed un teatro da 1000 posti. 
Nel 2026 è prevista inoltre l'espansione dell'area greca con un nuovo ristorante, flat rides e un percorso horror permanente. Un nuovo hotel da 300 camere ispirato al fumetto L'odissea di Asterix e un ristorante a tema completeranno l'offerta del resort. 

## Aree tematiche
Il parco è diviso in 7 aree, più o meno legate al mondo di Asterix e alla mitologia antica. 

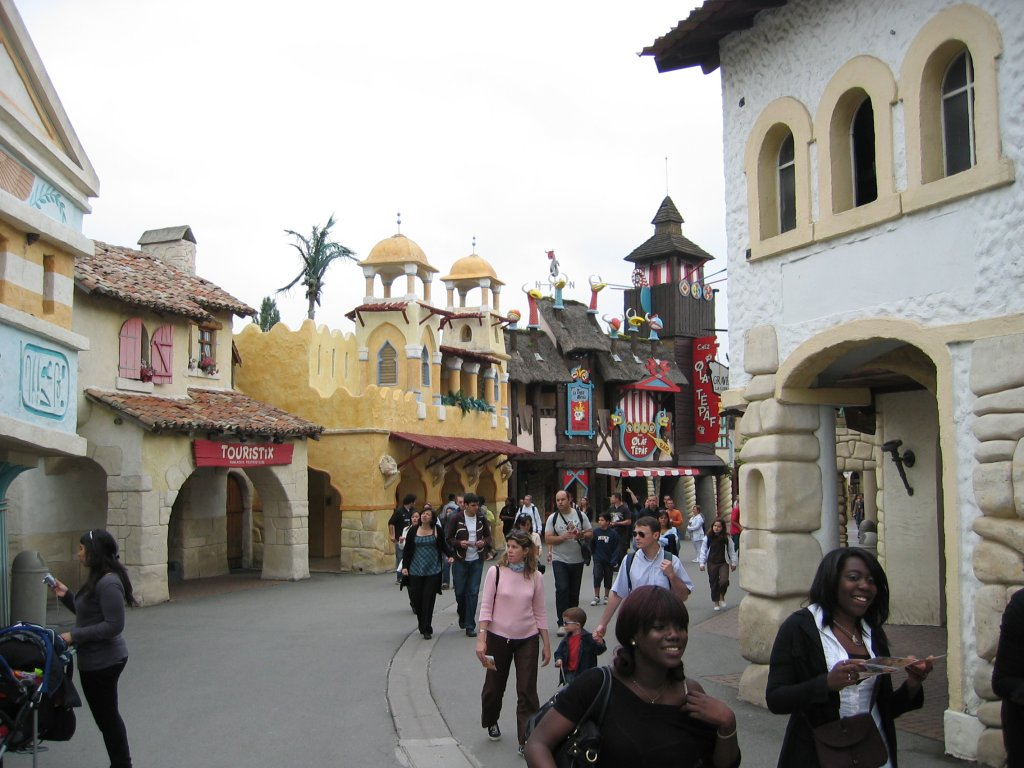
La Via Antiqua.

### Via Antiqua
È l'area di ingresso, costituita da un viale che porta verso la roccia su cui si trova la grande statua di Asterix, nel centro del parco. Il pubblico può trovare tutti i servizi tradizionali, come punti informazioni o sportelli bancomat, ma anche punti ristoro e negozi, nello stile delle main street dei parchi Disney. Nonostante non venga considerata un'area tematica a sé, le sue scenografie si ispirano alle regioni visitate nei fumetti di Asterix come il Belgio, la Germania, Roma, l'India, l'Elvezia e l'Egitto. Anche la versione antica di Parigi, Lutezia, può essere riconosciuta in vari luoghi.

### L'Empire Romain

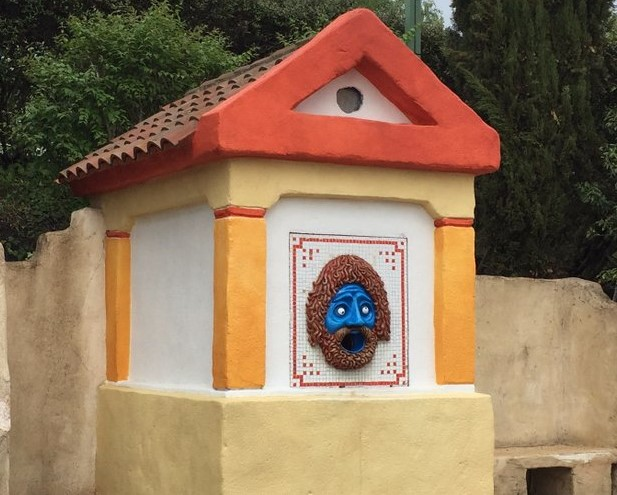
Un cestino dell'immondizia parlante nella Grèce Antique.

Una volta usciti dalla Via Antiqua, questa zona (precedentemente chiamata Cité Romaine) si presenta sulla sinistra. Interamente dedicata al tema dell'Impero Romano, è ricca di cartelli e iscrizioni divertenti, incluso un cartello che indica Roma in tutte le direzioni secondo il noto proverbio. Questo quartiere offre 4 attrazioni e uno spettacolo all'interno di una tipica arena romana. Ha ospitato la madhouse Le Défi de César dal 2008 al 2023.

### La Grèce Antique
Dal 1989 al 1993, non era considerata un'area a sé stante ma un piccolo quartiere chiamato "villaggio greco", incluso nell'area Grand Lac. Interamente dedicata al tema del mondo ellenico e alla sua mitologia, pur mantenendo lo stile fumettoso e ironico, ospita 7 attrazioni e uno spettacolo di delfini. 

### Les Vikings
Quest'area, che circonda il principale bacino d'acqua del parco, era conosciuta come Lac des Dauphins all'apertura del parco, prima di essere ribattezzata Grand Lac e trovare il suo nome definitivo nel 2006. Contiene 6 attrazioni e un'area giochi, vagamente basate sul tema dei vichinghi, incluso il primo grande rollercoaster del parco Goudurix.

### À Travers le Temps
Precedentemente conosciuta come Rue de Paris, questa è l'unica area con un tema completamente distaccato da Asterix. Ambientata a Parigi, la prima parte di quest'area (rispetto all'ingresso dalla zona Les Vikings) si concentra sull'aspetto della città nel Medioevo, e ha ospitato negli anni due dark ride a tema horror: Apocalypse (rimossa già nel 1989) e TransDemonium (2003-2018). Una zona al coperto riunisce diversi artigiani tra cui scultori di pietra, legno, un vetraio, un fabbro e persino un vasaio, che realizzano la loro opere sotto gli occhi dei visitatori.
Proseguendo per i viali, si passa alla Parigi del XVII e XVIII secolo. In una seconda parte coperta si trovano varie attività, negozi e figure animate che abitano i palazzi. È presente anche un riferimento al celebre incidente ferroviario alla stazione di Parigi Montparnasse. All'esterno, la struttura è ispirata all'Esposizione universale di Parigi del 1889, che si tenne esattamente un secolo prima dell'apertura del Parc Astérix. Tra il 1996 e il 2018 si svolgeva in quest'area lo stunt show Main Basse sur la Joconde, che raccontava il furto dell'opera più famosa del Louvre. La maggior parte delle 5 attrazioni si trova in questa sezione. 
Dal 2024 al 2028 l'area sarà soggetta a pesanti trasformazioni, a partire dalla rimozione del percorso su auto d'epoca Nationale 7 (1992-2023), per inserire una nuova area a tema londinese.

### L'Égypte
Inaugurata il 7 aprile 2012, questa area di 2,5 ettari è interamente dedicata all'antico Egitto. Insieme alle montagne russe OzIris, ha rappresentato un costo di 20 milioni di euro: il più grande investimento del parco dalla sua creazione. Nell'area è presente anche un altro rollercoaster per famiglie, SOS Numerobis, già presente dal 1990 con i nomi Trans'Arverne e Périférix.

### La Gaule
Questa zona è costituita principalmente dalle sedici capanne del villaggio di Asterix (in cui i personaggi si trovano spesso per scattare foto con i visitatori) e da una zona secondaria che ha inglobato il quartiere precedentemente chiamato Place de Gergovie. Si tratta della più grande area del parco, con 14 attrazioni, 2 aree giochi e 2 spettacoli. 
Nel 2014, la foresta dei druidi viene riconvertita nella sub-land Forêt d'Idéfix con 5 nuove attrazioni per bambini. Al 2023 risale la nuova area Festival Toutatis, attraversata dalle montagne russe dedicate alla divinità celtica.

## Attrazioni

### Montagne russe
| Nome               | Altezza max. (in m) | Velocità max. (in km/h) | Lunghezza (in m) | Modello                | Casa costruttrice                                                         | Anno                                     | Area             |
| ------------------ | ------------------- | ----------------------- | ---------------- | ---------------------- | ------------------------------------------------------------------------- | ---------------------------------------- | ---------------- |
| Goudurix           | 36                  | 90                      | 950              | Looping coaster        | Vekoma                                                                    | 1989                                     | Les Vikings      |
| SOS Tournevis      | 6                   | 32                      | 200              | Tivoli - Medium        | Zierer                                                                    | 1990                                     | L'Égypte         |
| Le Vol d'Icare     | 10                  | 42                      | 410              | Hornet                 | Zierer                                                                    | 1994                                     | La Gréce Antique |
| Tonnerre 2 Zeus    | 30                  | 90                      | 1 232            | Wooden coaster         | Custom Coasters International (retracking e nuovi treni di Gravity Group) | 1997 (parzialmente ricostruito nel 2022) | La Gréce Antique |
| La Trace du Hourra | 31                  | 60                      | 900              | Bobsled coaster        | Mack Rides                                                                | 2001                                     | La Gaule         |
| OzIris             | 35                  | 90                      | 1 000            | Inverted coaster       | Bolliger & Mabillard                                                      | 2012                                     | L'Égypte         |
| Pégase Express     | 21                  | 52                      | 928              | Family coaster         | Gerstlauer                                                                | 2017                                     | La Gréce Antique |
| Toutatis           | 51                  | 107                     | 1 075            | Multi-launched coaster | Intamin                                                                   | 2023                                     | La Gaule         |
| Cétautomatix       | 14                  | 45                      | 420              | Spinning coaster       | Gerstlauer                                                                | 2025                                     | La Gaule         |

- Goudurix

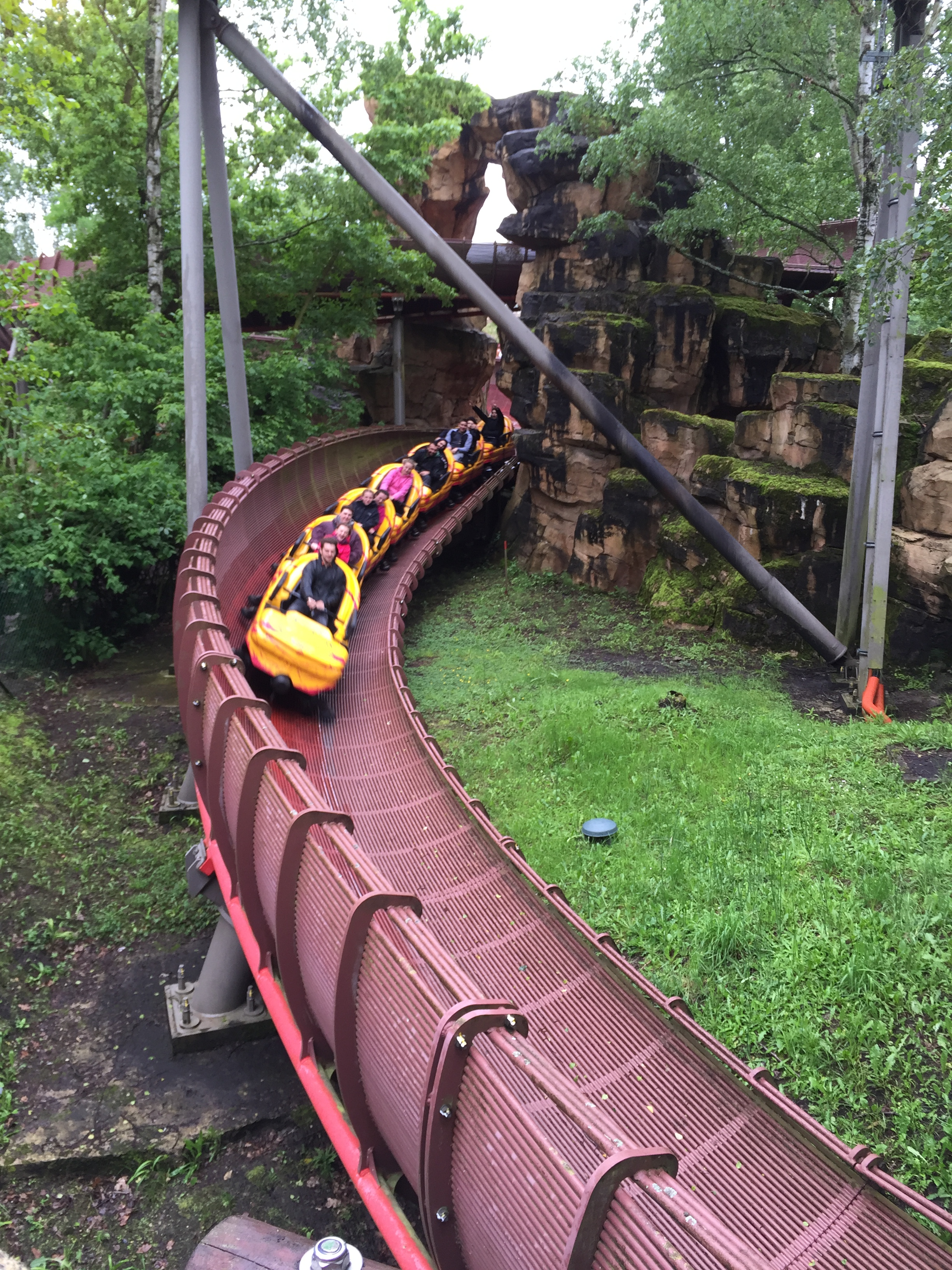
Trace du Hourra
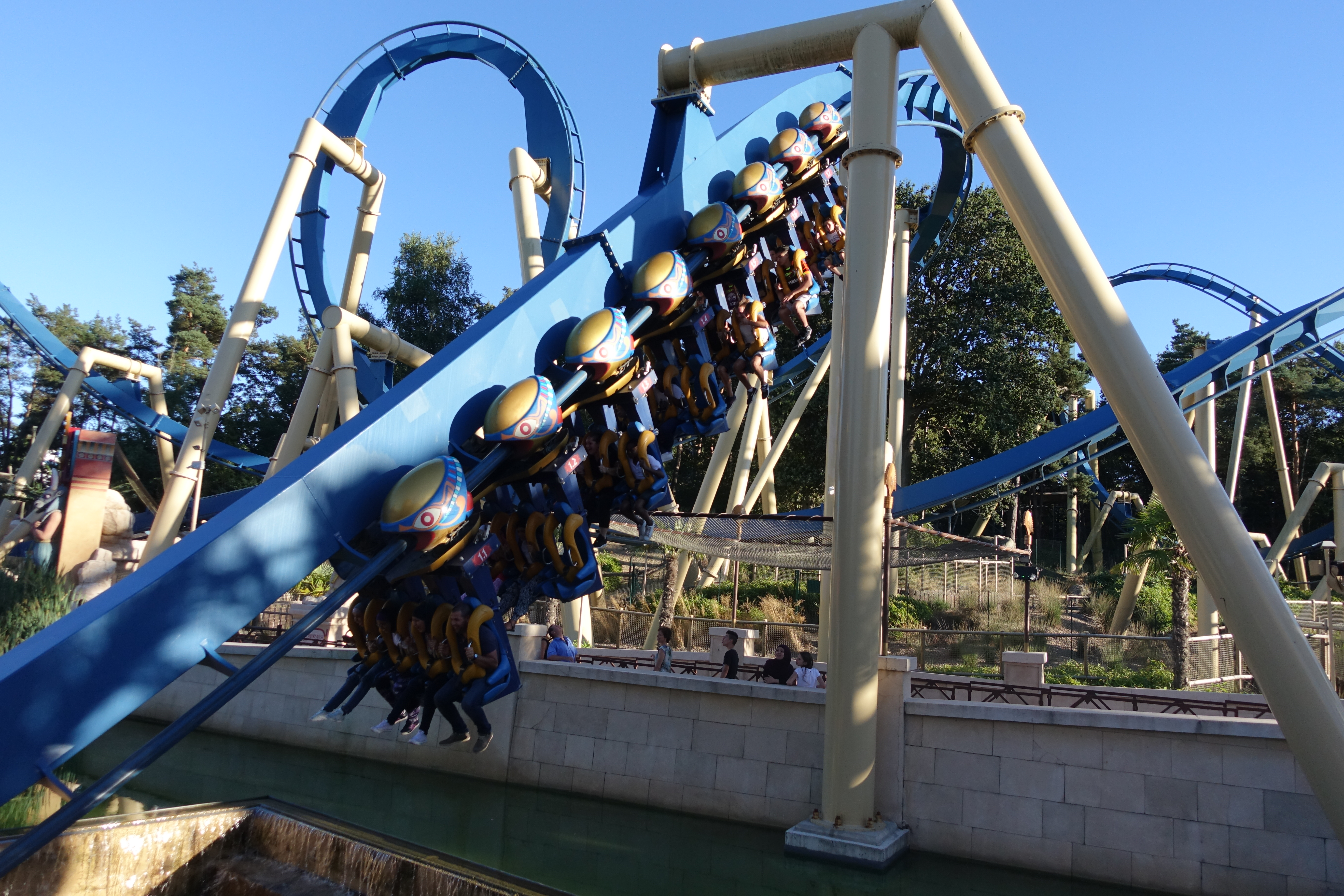
OzIris
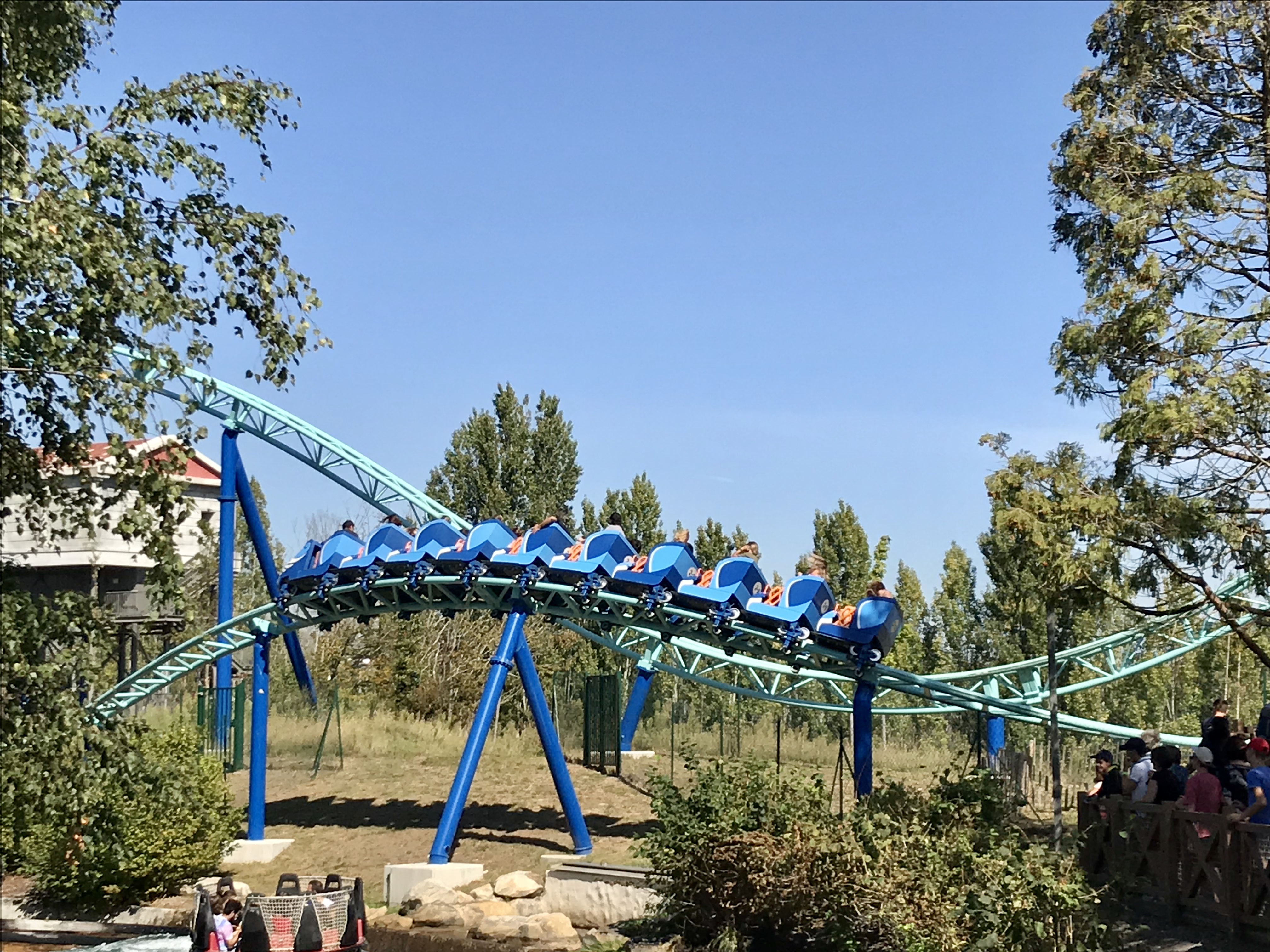
Pégase Express

### Altre attrazioni
| Nome                    | Modello                 | Casa costruttrice | Anno | Area               |
| ----------------------- | ----------------------- | ----------------- | ---- | ------------------ |
| Épidemaïs Croisière     | Tow boat                | Intamin           | 1989 | La Gaule           |
| La Revanche des Pirates | Shoot the Chute         | Intamin           | 1989 | La Gaule           |
| Romus et Rapidus        | Rapid river             | Intamin           | 1989 | L'Empire Romain    |
| Menhir Express          | Log flume               | Hopkins Rides     | 1995 | La Gaule           |
| L'Oxygénarium           | Rapid river             | WhiteWater West   | 1999 | À travers le temps |
| Attention Menhir        | 4D Dynamic Seat Theater | CL Corporation    | 2019 | À travers le temps |

### Flat rides e attrazioni per bambini
| Nome                         | Modello          | Casa costruttrice | Anno | Area                      |
| ---------------------------- | ---------------- | ----------------- | ---- | ------------------------- |
| La Galère                    | Galleon          | Zamperla          | 1989 | Les Vikings               |
| Le Carrousel de César        | Giostra cavalli  | Concept 1900      | 1989 | L'Empire Romain           |
| Le Cheval de Troie           | Tappeto volante  | Zierer            | 1989 | La Gréce Antique          |
| Le Petit Train               | Rio Grande Train | Zamperla          | 1989 | L'Empire Romain           |
| L'Escadrille des As          | Mini Jet         | Zamperla          | 1989 | Les Vikings               |
| Les Chaises Volantes         | Wave swinger     | Zierer            | 1989 | À travers le temps        |
| Les Petites Chaises volantes | Wave swinger     | Zierer            | 1989 | Les Vikings               |
| Les Petits Chars tamponneurs | Bumper cars      | Zierer            | 1989 | La Gaule                  |
| Les Petits Drakkars          |                  | Zierer            | 1989 | Les Vikings               |
| La Petite Tempête            | Music Express    | Mack Rides        | 1990 | La Gaule                  |
| Le Mini Carrousel            | Giostra cavalli  | -                 | 1990 | Les Vikings               |
| Les Chaudrons                | Tazze rotanti    | Mack Rides        | 1990 | La Gaule                  |
| L'Hydre de Lerne             | Polyp            | Gerstlauer        | 1995 | La Gréce Antique          |
| Les Chevaux du Roy           | Giostra cavalli  | Concept 1900      | 1996 | À travers le temps        |
| La Rivière d'Élis            | Boat ride        | Mack Rides        | 1997 | La Gréce Antique          |
| Les Espions de César         | Monorotaia       | Caripro           | 1998 | L'Empire Romain           |
| Aérodynamix                  | Magic Bikes      | Zamperla          | 2014 | La Gaule (Forêt d'Idéfix) |
| Énigmatix                    | Jumpin' Star     | Zamperla          | 2014 | La Gaule (Forêt d'Idéfix) |
| Étamine                      | Barnyard         | Zamperla          | 2014 | La Gaule (Forêt d'Idéfix) |
| Hydrolix                     | Mini log flume   | Reverchon         | 2014 | La Gaule (Forêt d'Idéfix) |
| Lavomatix                    | Jump Around      | Zamperla          | 2014 | La Gaule (Forêt d'Idéfix) |
| Discobélix                   | Disk'O Coaster   | Zamperla          | 2016 | La Gréce Antique          |
| Le Festival de Toutatis      | NebulaZ          | Zamperla          | 2023 | La Gaule                  |
| La Tour de Numérobis         | Vertical Swing   | Zamperla          | 2024 | L'Égypte                  |

Sono inoltre presenti 3 aree giochi, dedicate a Panoramix, alla "piccola quercia" (La Gaule) e ai Vichinghi (Les Vikings).

## Spettacoli
- Arena Romana: situata alla fine di Via Antiqua, l'arena da 940 posti ospita dal 2015 lo show Gaulois-Romains: le match.
- Théâtre de Poséidon: teatro all'aperto nell'area greca, con 2000 posti, che ospita lo spettacolo di tuffatori Les Plongeons de l'Olympe (2022). In precedenza ospitava un delfinario, uno dei quattro presenti in Francia.
- Main Basse sur la Joconde: teatro all'aperto da 2000 posti nell'area À travers le temps, realizzato appositamente per l'omonimo stunt show, in scena quasi ininterrottamente dal 1996. La storia, a metà tra azione e commedia, racconta di un tentato furto della Gioconda durante il suo trasferimento negli Stati Uniti.
- Théâtre de Panoramix: teatro indoor da 600 posti, situato a metà tra l'area romana e quella gallica, ospita lo show musicale C'est du Délire! (2024).
- Théâtre du Barde: piccola arena alla base della casa sull'albero del bardo Assurancentourix, ospita lo spettacolo Du Rififi dans la basse-cour (2018) nel quale un soldato romano finisce accidentalmente nel villaggio dei galli.

Le aree La Gaule, Les Vikings e L'Égypte ospitano inoltre spettacoli all'aperto, parate e punti fotografici dedicati ai personaggi dei fumetti di Asterix.

## Alberghi del parco

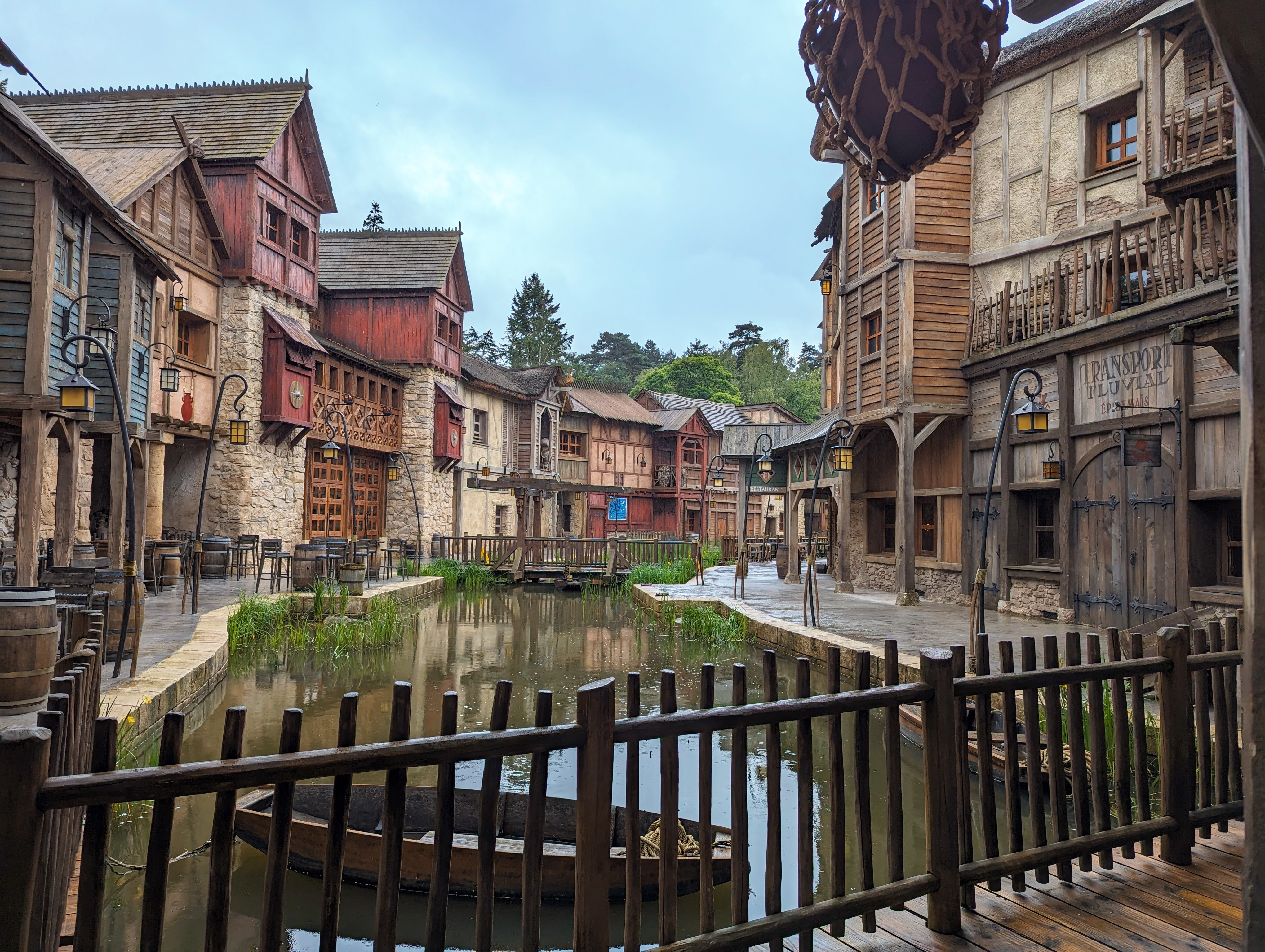
L'Hotel "Les Quais de Lutece" (Le rive di Lutezia).

Parc Astérix dispone di tre hotel a tema, realizzati a partire dal 1999, per un totale di 450 camere o 1700 posti letto.
- Les Trois Hiboux (1999, ***), il primo del complesso, con 150 camere in stile rustico.
- La Cité Suspendue (2018, ***), un villaggio celtico costruito su palafitte e con 150 stanze.
- Les Quais de Lutèce (2020, ****), ispirato alla Parigi (Lutezia) dell'epoca romana, anch'esso con 150 stanze.